# Rebellion : L'Affaire Litvinenko

Rebellion : L'Affaire Litvinenko est un film documentaire russe réalisé par Andreï Nekrassov et Olga Konskaïa en 2007, sur l'assassinat à Londres le 23 novembre 2006 avec une substance radioactive d'un ex-agent russe devenu opposant au régime actuel ; il dure 110 minutes.